# Yamaha WRF 250
La Yamaha WRF 250 es una motocicleta que marcó un hito, revolucionando la categoría monocilíndrica 250 de 4 tiempos al ser la primera en incorporar 5 válvulas de titanio en motores de serie. Estos motores incorporaban tecnología DOHC (Double Overhead Camshaft), montaban doble árbol de levas en culata; uno encargado de mover las dos válvulas de admisión y el otro movía las tres de escape. El motor era capaz de alcanzar "40HP", algo impensable hace tan solo unos años para un motor tan pequeño.
Estas motos también fueron conocidas por "mini thumper". La aparición de este modelo borró del mapa competitivo a las conocidas Honda XR250, TTR250, Kawasaki KLX300 y hasta la moderna KTM250 EXC, las cuales hasta entonces eran protagonistas indiscutidas del Campeonato Mundial de Enduro.
- Datos: Q6169714